# Teucholabis subanthracina
Teucholabis subanthracina är en tvåvingeart som beskrevs av Alexander 1949. Teucholabis subanthracina ingår i släktet Teucholabis och familjen småharkrankar.
Artens utbredningsområde är Ecuador. Inga underarter finns listade i Catalogue of Life.